# Мешок Амбу

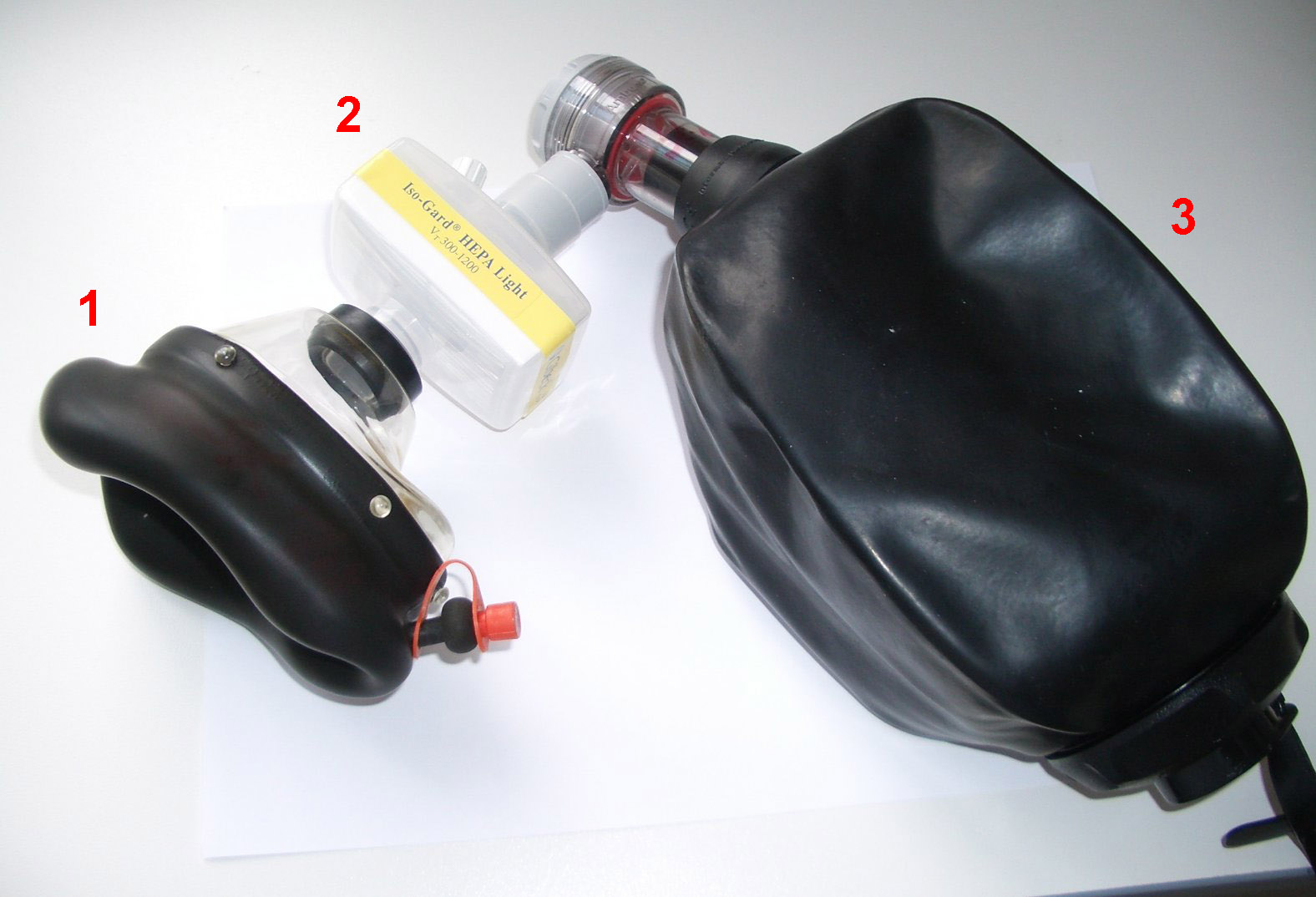
Bag valve mask. 1 — гибкая лицевая (носоротовая) маска из мягкой резины или силикона. 2 — увлажнитель, испаритель. 3 — мягкий мешок, наполняемый воздухом, снабжённый односторонними клапанами

Мешок Амбу — механическое ручное устройство для выполнения временной искусственной вентиляции лёгких. Обеспечивает простой и надёжный способ вентиляции пациента комнатным воздухом или воздухом с примесью кислорода. Устройство входит в стандартный комплект реанимобилей, применяется в отделениях реанимации и операционных.
По сравнению с искусственным дыханием рот-в-рот является более гигиеничным, менее утомительным, также вдыхается атмосферный воздух, а не выдыхаемый с повышенным содержанием СО2. Размеры мешков и, соответственно, доставляемый дыхательный объём различаются для взрослых и детей.
Устройство используется исключительно для временной вентиляции из-за отсутствия какого-либо мониторинга доставляемого объёма воздуха, контроля давления в дыхательных путях и утомительности процесса. При необходимости длительной ИВЛ используются аппараты для искусственной вентиляции лёгких. С помощью него реаниматор может поддерживать жизнь пациента практически в любых условиях, просто сжимая сумку.
К мешку может быть подключена линия подачи кислорода, фильтр, индикатор CO2. Некоторые модели имеют устройство для ингаляции аэрозолей и могут быть использованы в качестве спейсера для β2-агонистов с целью купирования бронхоспазма.

## Принцип работы
Устройство позволяет вентилировать легкие пациента при условии проходимости его дыхательных путей (отсутствия инородных тел, рвотных масс, западения языка и других причин обструкции). Для подсоединения к дыхательным путям могут быть использованы различные переходники:
- Эндотрахеальная трубка — самый безопасный и надёжный способ
- Лицевая маска, возможно, с воздуховодом — полная герметичность невозможна, рвотные массы могут попасть в трахею
- Ларингеальная маска[англ.]
- Трахеостомическая трубка

Перечисленные выше устройства имеют стандартный диаметр порта и мешок герметично подключается к ним. После подсоединения оператор начинает ритмично сжимать стенки мешка (примерно 12-20 раз в минуту, в зависимости от клинической ситуации).

## История

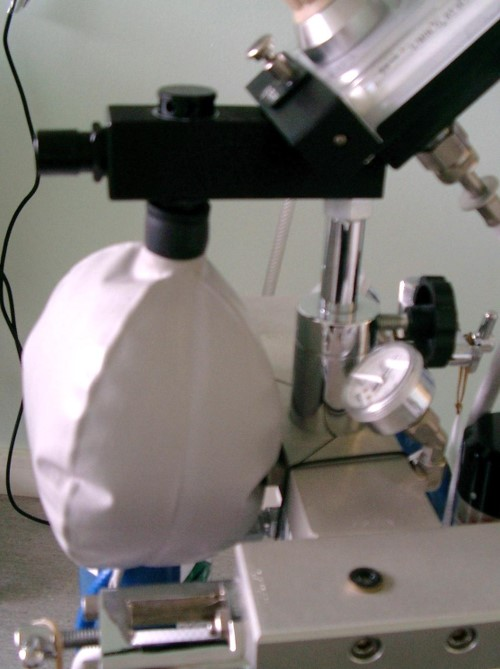
Эластичный мешок наркозного аппарата

Устройство было создано в 1956 г. совместно датским профессором Хеннингом Рубеном и немецким инженером Хольгером Хессе для предотвращения эпидемии полиомиелита. Они же и стали основателями фирмы Ambu. Название Ambu® является зарегистрированным товарным знаком и стало именем нарицательным. Похожий аппарат вскоре был разработан норвежским изобретателем Осмундом Лаэрдалом в сотрудничестве с американскими анестезиологами докторами Джеймсом Эламом и Петером Сафаром. Аналогичные устройства других производителей могут иметь названия «мешок дыхательный реанимационный», «мешок ручной лёгочной реанимации», «аппарат ручной дыхательный» или иначе. К примеру, схожий эластичный саморасправляющийся латексный мешок с нереверсивным клапаном входил в состав АДР-2 (аппарат дыхательный ручной), входят в состав дыхательных и наркозных аппаратов.